# Ole Krøier
Ole Krøier (22 de maig de 1940) va ser un ciclista danès. Com amateur guanyà una medalla de plata al Campionat del món de contrarellotge per equips de 1962.

## Palmarès
- 1959
  -  Campió de Dinamarca amateur en ruta